# Пеняка
Пеня́ка (бел. Пяня́ка) — деревня в Боровском сельсовете Дзержинского района Минской области Беларуси. Находится в 5-ми километрах от Дзержинска, 38-ми километрах от Минска, а также в 6-и километрах от железнодорожной станции Койданово.

## История
Известна с XIX века. В 1815 году в деревне Пеняка Меньшая 28 душ мужского пола, на то время Пеняка — владение Радзивиллов. В конце XIX века—начале XX века деревня в составе Койдановской волости Минского уезда, насчитывалось 3 двора, 28 жителей. Неподалёку располагалось имение Дыбовских, где в 1889 году было 306 десятин земельных угодий. В 1897 году, по данным первой всероссийской переписи населения, в деревне насчитывались 11 дворов, проживали 80 жителей.  В 1917 году — 18 дворов, 91 житель. 
С 9 марта 1918 года в составе провозглашённой Белорусской Народной Республики, однако фактически находилась под контролем германской военной администрации. С 1 января 1919 года в составе Советской Социалистической Республики Белоруссия, а с 27 февраля того же года в составе Литовско-Белорусской ССР, летом 1919 года деревня была занята польскими войсками, после подписания рижского мира — в составе Белорусской ССР. С 20 августа 1924 года в составе Боровского сельсовета (который с 23 марта 1932 года по 14 мая 1936 года являлся национальным польским сельсоветом) Койдановского района (с 29 июня 1932 года — Дзержинского) Минского округа, с 20 февраля 1938 года — в составе Минской области, с 31 июля 1937 года по 4 февраля 1939 года в составе Минского района. В годы коллективизации был создан колхоз. В 1926 году, по данным первой всесоюзной переписи населения, насчитывалось 17 дворов, где проживали 83 жителя. 
Во время Великой Отечественной войны с 28 июня 1941 года по 6 июля 1944 года Костевичи были оккупированы немецко-фашистскими захватчиками, на фронте погибли 7 сельчан. В 1960 году в деревне проживали 89 жителей, входила в состав колхоза имени Кирова (центр — д. Старая Рудица). В 1991 году — 13 дворов, 26 жителей. На 2009 год находится в составе СПК «Рудица».

## Население
| Численность населения (по годам) | Численность населения (по годам) | Численность населения (по годам) | Численность населения (по годам) | Численность населения (по годам) | Численность населения (по годам) | Численность населения (по годам) | Численность населения (по годам) |
| 1897                             | 1909                             | 1917                             | 1926                             | 1960                             | 1991                             | 1999                             | 2004                             |
| -------------------------------- | -------------------------------- | -------------------------------- | -------------------------------- | -------------------------------- | -------------------------------- | -------------------------------- | -------------------------------- |
| 80                               | ↘28                              | ↗91                              | ↘83                              | ↗89                              | ↘26                              | ↘18                              | ↘15                              |
| 2009                             | 2017                             | 2018                             | 2020                             | 2022                             |                                  |                                  |                                  |
| ↘10                              | ↘6                               | ↘5                               | ↗10                              | ↗11                              |                                  |                                  |                                  |